# Esther Egger-Wyss

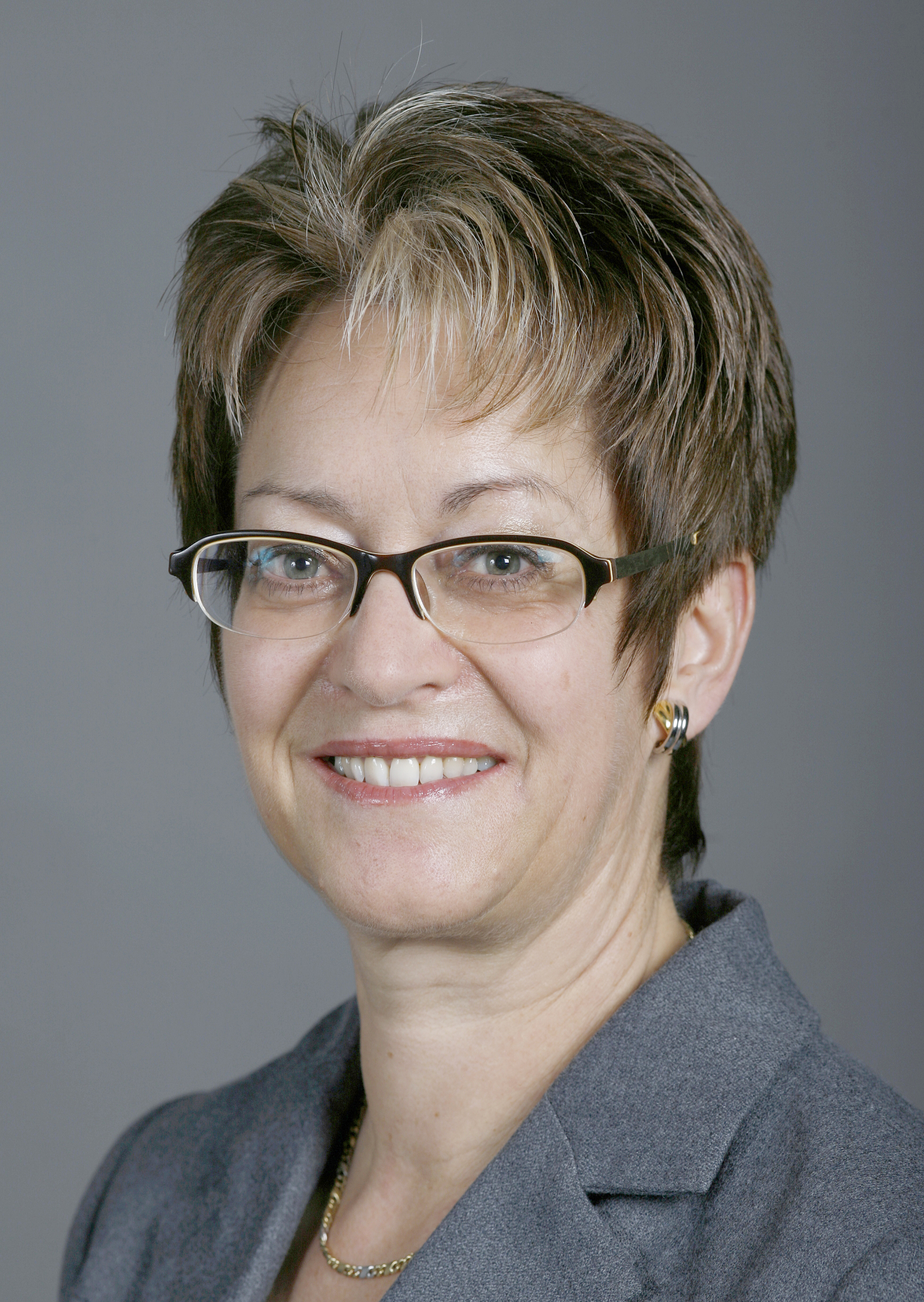
Esther Egger-Wyss

Esther Egger-Wyss (* 2. Oktober 1952 in Menziken, heimatberechtigt in Rechthalten) ist eine Schweizer Politikerin (CVP).

## Leben
Egger-Wyss war von 1997 bis 2007 Mitglied des Grossen Rates des Kantons Aargau. Sie führte die CVP-Fraktion für 4½ Jahre und stand 2006/2007 dem Rat als Präsidentin vor. Von 2001 bis Ende 2011 war sie Vizepräsidentin der CVP Aargau.
Sie wurde 2007 in den Nationalrat gewählt. Dort war sie Mitglied der Finanzkommission, der Staatspolitischen Kommission, der Kommission für Begnadigungen und Zuständigkeitskonflikte und der Rehabilitierungskommission. 2011 verpasste sie die Wiederwahl und schied aus der grossen Kammer aus.
Egger-Wyss wohnt in Kirchdorf. Sie ist Mutter dreier Kinder.